# ليونارد دوني جونيور
ليونارد دوني جونيور (بالإنجليزية: Leonard Downie, Jr.)‏ هو محرر وصحفي أمريكي، ولد في 1 مايو 1942.